# Jasse Tuominen
Jasse Tuominen (* 12. November 1995 in Kuopio) ist ein finnischer Fußballspieler. 

## Karriere

### Verein
Der in Kuopio geborene Jasse Tuominen begann mit dem Fußballspielen bei Lahden Reipas und wechselte zur Saison 2013 zum Erstligisten FC Lahti. Am 1. Februar 2013 debütierte er beim 0:0-Unentschieden gegen den Turku PS im Liigacup, als er in der 83. Spielminute für Matti Klinga eingewechselt wurde. Am 25. August (25. Spieltag) bestritt er sein erstes Spiel in der Veikkausliiga, als er beim 2:3-Auswärtssieg gegen den JJK Jyväskylä eingewechselt wurde. Diese zwei Pflichtspieleinsätze blieben seine einzigen in dieser Spielzeit.
Nachdem er im Spieljahr 2014 nie berücksichtigt wurde, lieh man ihn in der folgenden Saison 2015 zusammen mit Onuray Köse an den Zweitligisten Mikkelin Palloilijat aus. Dort war er von Beginn an Stammspieler und erzielte am 10. Mai (2. Spieltag) gegen JJK Jyväskylä das Goldtor zum 1:0-Heimsieg. Bis zum Leihende im September kam er in 19 Ligaspielen zum Einsatz, in denen er sieben Treffer machte. Danach bestritt er bis zum Jahresende noch sechs Ligaspiele für den FC Lahti.
Nach seiner Rückkehr, drang er in der Saison 2016 in die Startformation von Trainer Toni Korkeakunnas vor. Mitte März 2016 gewann er mit Lahti den Liigacup. Bereits am ersten Spieltag der Ligasaison, beim 1:1-Unentschieden gegen den FC Inter Turku, erzielte er seinen ersten Treffer für den FC Lahti. Auch am folgenden Spieltag, beim 2:2-Unentschieden gegen den IFK Helsinki, traf er erneut. Bis zum Saisonende hatte er in 27 Ligaspielen 10 Tore erzielt und vier weitere Treffer vorbereitet.
Im 14. März 2017 wurde sein Wechsel zum belarussischen Erstligisten BATE Baryssau bekanntgegeben, wo er einen Vertrag bis 31. Dezember 2019 unterzeichnete. Sein Debüt gab er am 1. April (1. Spieltag) beim 1:1-Unentschieden gegen den FK Gomel, als er in der 73. Spielminute für Wital Radsiwonau eingewechselt wurde. Am 1. Juli (15. Spieltag) markierte er beim 2:0-Heimsieg gegen den FK Haradseja. In dieser Spielzeit 2017 kam er nur in elf Ligaspielen zum Einsatz, in denen er in drei startete und ein Tor erzielte. Mit Baryssau gewann er die Meisterschaft.
Auch im nächsten Spieljahr 2018 schaffte er den Durchbruch nicht. In 16 Ligaspielen gelang ihm kein einziger Torerfolg. Baryssau gewann erneut den Meistertitel. In der nächsten Saison 2019 reichte es nur mehr zu sieben Einsätzen in der Wyschejschaja Liha, in denen ihm ein Torerfolg gelang.
Nach drei enttäuschenden Jahren bei BATE verließ er den Verein zum Jahresende 2019 nach Ablauf seines Vertrags. Bereits am 12. Dezember 2019 wurde sein ablösefreier Wechsel zum schwedischen Erstligisten BK Häcken bekanntgegeben, wo er einen Dreijahresvertrag unterzeichnete. Am 23. Februar 2020 debütierte er beim 3:0-Pokalsieg gegen die GAIS Göteborg für seinen neuen Verein. Sechs Tage später traf er beim 4:0-Auswärtssieg gegen den Eskilsminne IF erstmals. In der Liga verpasste er es jedoch sich in durchzusetzen und er bestritt in seiner ersten Saison 2020 lediglich die Hälfte der möglichen 30 Ligaspiele, in denen dem Stürmer nur ein Treffer gelang. Auch in der zweiten Spielzeit kam er nur auf 14 Ligaeinsätze mit einem Treffer und der Verein beendete die Saison auf dem 12. Platz.
Im März 2022 gab dann der norwegische Erstligist Tromsø IL die Ausleihe des Stürmers bekannt.

### Nationalmannschaft
Am 9. Januar 2017 debütierte er beim 1:0-Sieg im freundschaftlichen Länderspiel gegen Marokko für die finnische Nationalmannschaft, als er in der 73. Spielminute für Sakari Mattila eingewechselt wurde. Sein erstes Länderspieltor gelang ihm am 15. November 2019 beim 3:0-Heimsieg im Qualifikationsspiel zur Europameisterschaft 2021 gegen Liechtenstein. Mit diesem Erfolg qualifizierte sich Finnland erstmals für die Endrunde eines internationalen Turniers. Diese Partie war bis heute auch der 16. und letzte Einsatz des Stürmers.

## Erfolge
FC Lahti
- Finnischer Ligapokalsieger: 2013, 2016

BATE Baryssau
- Belarussischer Meister: 2017, 2018
- Belarussischer Pokalsieger: 2020